# Internetserie
Een internetserie of webserie is een programmaserie die via internet uitgezonden wordt. Een aflevering van een internetserie wordt ook wel een webisode genoemd, een naam die populariteit verkreeg toen de televisieserie Battlestar Galactica tussen het tweede en het derde seizoen een internetserie maakte, genaamd Battlestar Galactica: The Resistance.
Er zijn vele onafhankelijke en low-budget internetseries beschikbaar, deze zijn vooral te vinden op video-uploadwebsites zoals YouTube, Revver of MyspaceTV. Grote studio's beginnen ook hun weg naar het internet te vinden.
Hoewel de populariteit van internetseries blijft stijgen is het concept niet nieuw. Homicide: Second Shift was een van de eerste internetseries die ooit werd gemaakt. Deze was een onderdeel van de televisieserie Homicide: Life on the Street. Deze startte in 1997, maar werd afgevoerd omwille van financiële redenen, en omdat de technologie er ook nog niet was.

## Productie en verspreiding
Door de toegankelijkheid van het internet en de verbeteringen in streaming video-technologie is het maken en verspreiden van een internetserie goedkoop in vergelijking met een televisieseries. Internetseries kunnen door de hele wereld, 24 uur per dag, bekeken worden, iets wat met televisie niet mogelijk is.